# Dioman
Dioman  è una città e sottoprefettura della Costa d'Avorio appartenente al dipartimento di Touba. Conta una popolazione di 4 817 abitanti (censimento 2014).